# Gerlitzen
Gerlitzen är ett berg i Österrike.   Det ligger i distriktet Villach-Land och förbundslandet Kärnten, i den centrala delen av landet, 250 km sydväst om huvudstaden Wien. Toppen på Gerlitzen är 1 909 meter över havet, eller 1 087 meter över den omgivande terrängen. Bredden vid basen är 11,6 km.
Terrängen runt Gerlitzen är varierad. Runt Gerlitzen är det ganska tätbefolkat, med 185 invånare per kvadratkilometer.. Närmaste större samhälle är Villach, 10,4 km söder om Gerlitzen. 
I omgivningarna runt Gerlitzen växer i huvudsak blandskog.